# Archipelago Raid
Archipelago Raid är en segelorientering runt i Stockholms, Ålands och Åbolands skärgård. Den exakta bansträckningen varierar från år till år och justeras beroende på rådande väderomständigheter. Båtarna i tävlingen är formula 18-katamaraner vars besättning består av två personer. Vanliga båttyper är Hobie Tiger, Nacra Infusion, Capricorn och Diam. Båtarna förses med säkerhetsutrustning, lanternor, navigationsutrustning, reparationsmaterial och proviant. Två paddlar ska också finnas med eftersom det är tillåtet att paddla. Tävlingen går av stapeln sommartid och pågår mellan tre och sex dygn. Start och målgång sker ofta i Stockholms innerstad respektive Sandhamn. Varje dygn seglas en eller flera etapper, ibland med kort vilopaus mellan. Varm mat serveras en gång per dygn, resterande näringsintag ansvarar varje besättning för.
Många kända svenska och internationella seglare har ställt upp i Archipelago Raid, bland annat Ellen MacArthur, Magnus Woxén, Anders Lewander och Eric Proust.    